# Saussay (Seine-Maritime)
Saussay település Franciaországban, Seine-Maritime megyében. Lakosainak száma 379 fő (2022. január 1.). Saussay Ancretiéville-Saint-Victor, Auzouville-l’Esneval, Ectot-l’Auber, Émanville, Limésy és Saint-Martin-aux-Arbres községekkel határos.

## Népesség
A település népessége az elmúlt években az alábbi módon változott:
| Lakosok száma | 361  | 380  | 386  | 376  | 370  | 365  | 366  | 365  | 379  |
|               | 2013 | 2015 | 2016 | 2017 | 2018 | 2019 | 2020 | 2021 | 2022 |